# David Desser
David Desser (n. 1953) este un profesor universitar, istoric de film și niponolog american.

## Biografie
David Desser a fost profesor de studii cinematografice la Universitatea Illinois, Urbana – Champaign și director al Departamentului de Studii Cinematografice al acelei universități, fiind un expert în cinematografia asiatică, în special în cinematografia japoneză, precum și în cinematografia evreiască.
A fost redactor-șef al revistei Cinema Journal, care este publicată de Society for Cinema and Media Studies, cea mai mare organizație mondială de cercetători în domeniul cinematografiei și mass-mediei.
În prezent, este redactor-șef al publicației Journal of Japanese and Korean Cinema.

## Scrieri
- The Samurai Films of Akira Kurosawa, UMI Research Press, Ann Arbor, MI, 1983
- Eros plus Massacre, Indiana University Press, Bloomington, 1988
- Cinematic landscapes : observations on the visual arts and cinema of China and Japan, University of Texas, Austin, Texas, 1994 - împreună cu Linda Channah Ehrlich